# Băișoara
Băișoara (veraltet Băișoara Bicălatului oder Baia Ierii; deutsch Kleingrub, ungarisch Járabánya oder Kisbánya) ist eine Gemeinde im Kreis Cluj in Siebenbürgen, Rumänien. Der Ort liegt im Apuseni-Gebirge.

## Bevölkerung
Bei der Volkszählung von 2002 (2330 Einwohner) waren 97,5 % der Bevölkerung Rumänen, 0,7 % Ungarn, 1,7 % Roma und 0,1 % anderer Volkszugehörigkeit (ein Rumäniendeutscher).